# Jan Versnel
Jan Versnel (24. února 1924, Amsterdam – 1. července 2007, Durgerdam) byl nizozemský fotograf interiérů, produktů a architektury. Stal se známým díky svému členství v architektonickém hnutí Nieuwe Bouwen.

## Životopis
Versnel nikdy neabsolvoval žádné studium fotografie. Vystudoval grafickou školu, kde se vyučil litografem a absolvoval také první lekce fotografie. Poté absolvoval kurzy reklamy na Institutu pro výuku užitého umění ; zde ho učil architektonický fotograf Jaap d'Oliveira. Po absolvování školení se připojil k fotografovi Nico Jesse.
V roce 1947 se Versnel prosadil jako nezávislý fotograf a brzy začal spolupracovat s Gerritem Rietveldem. Díky podpoře fotografky Evy Besnyö se mohl stát členem GKf, obchodního sdružení, jehož členy byli i progresivnější fotografové.
Postupně se specializoval na architektonickou fotografii: fotografie, které vytvořil z nového stavebního projektu v Rotterdamu, upoutaly pozornost, když byly představeny na setkání, kterého se zúčastnila řada známých architektů. Od roku 1951 se jeho fotografie pravidelně objevovaly také v architektonickém časopise Forum. Pracoval mimo jiné pro architekty Marcel Breuer, Aldo van Eyck a Jan Rietveld. Jako produktový a interiérový fotograf pracoval s designéry jako byli Kho Liang Ie nebo Benno Premsela.
Jeho architektonické fotografie se vyznačují tím, že často zobrazují lidi (u architektonické fotografie to není vždy běžné) a že celý obraz je kompozičně zaplněn. Typická je také zamračená obloha v horní části obrazu a výrazný kontrast světla a tmy.
V letech 1971 až 1983 učil na Rietveld Academy.

## Galerie

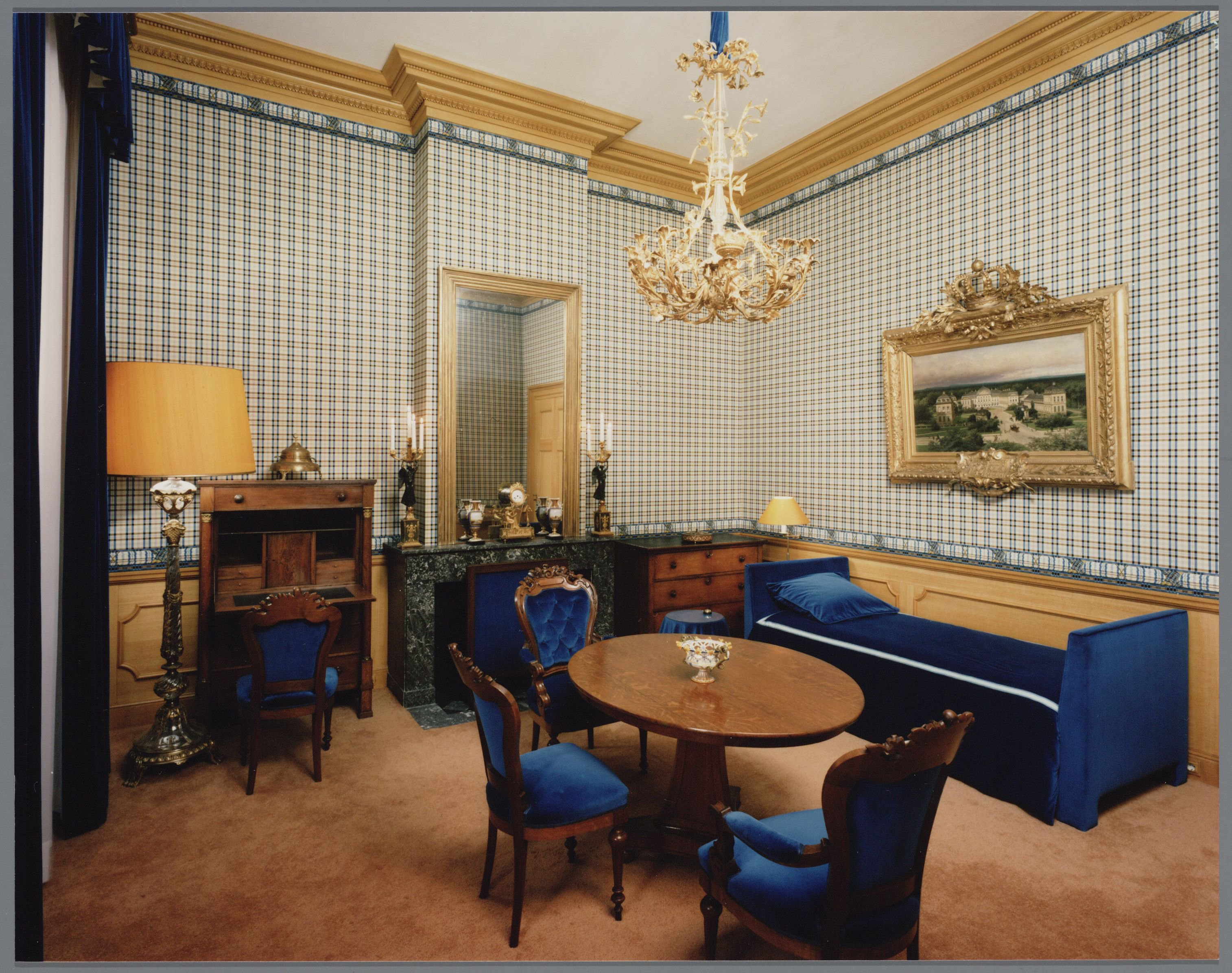
Paleis Noordeinde
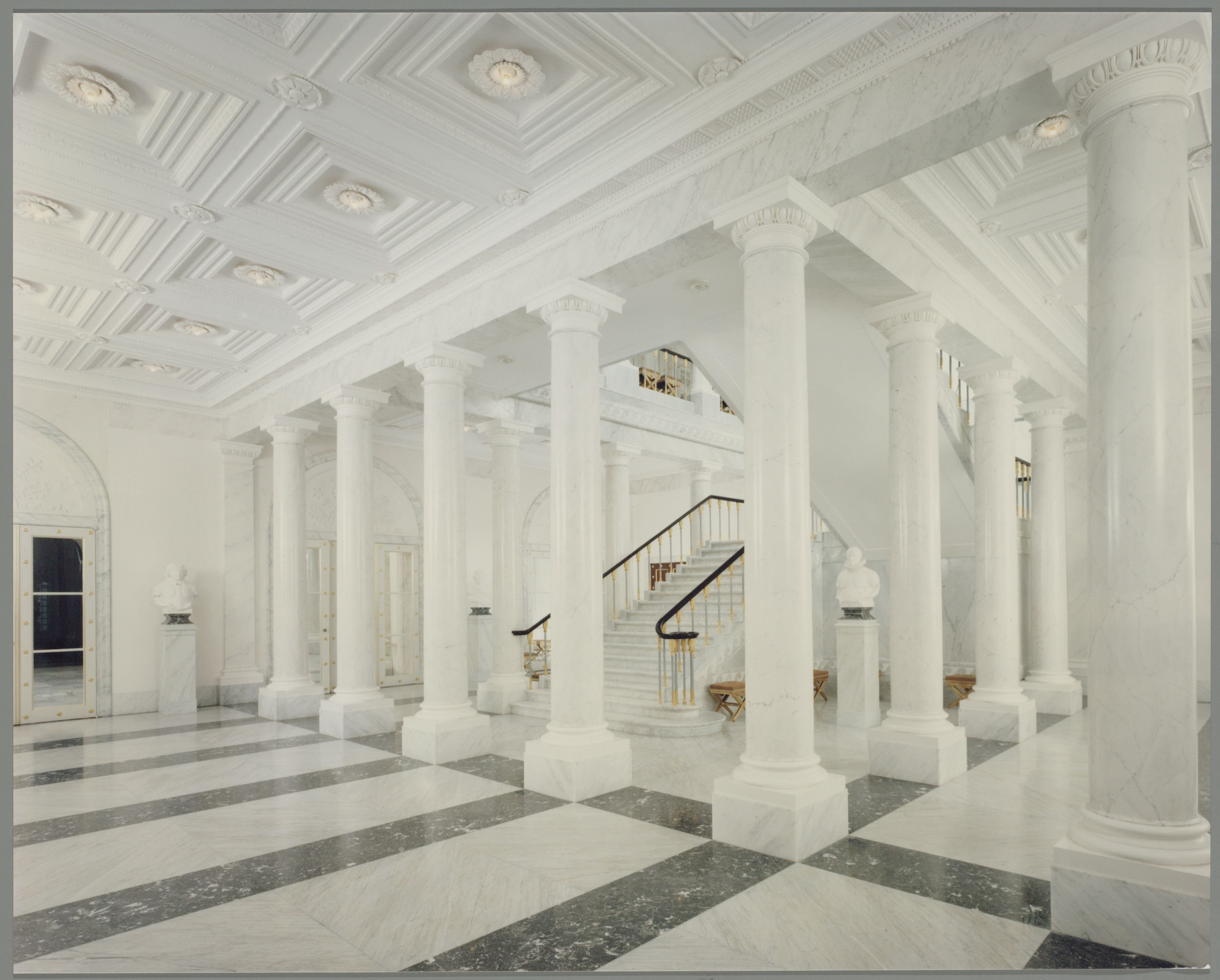
Paleis Noordeinde
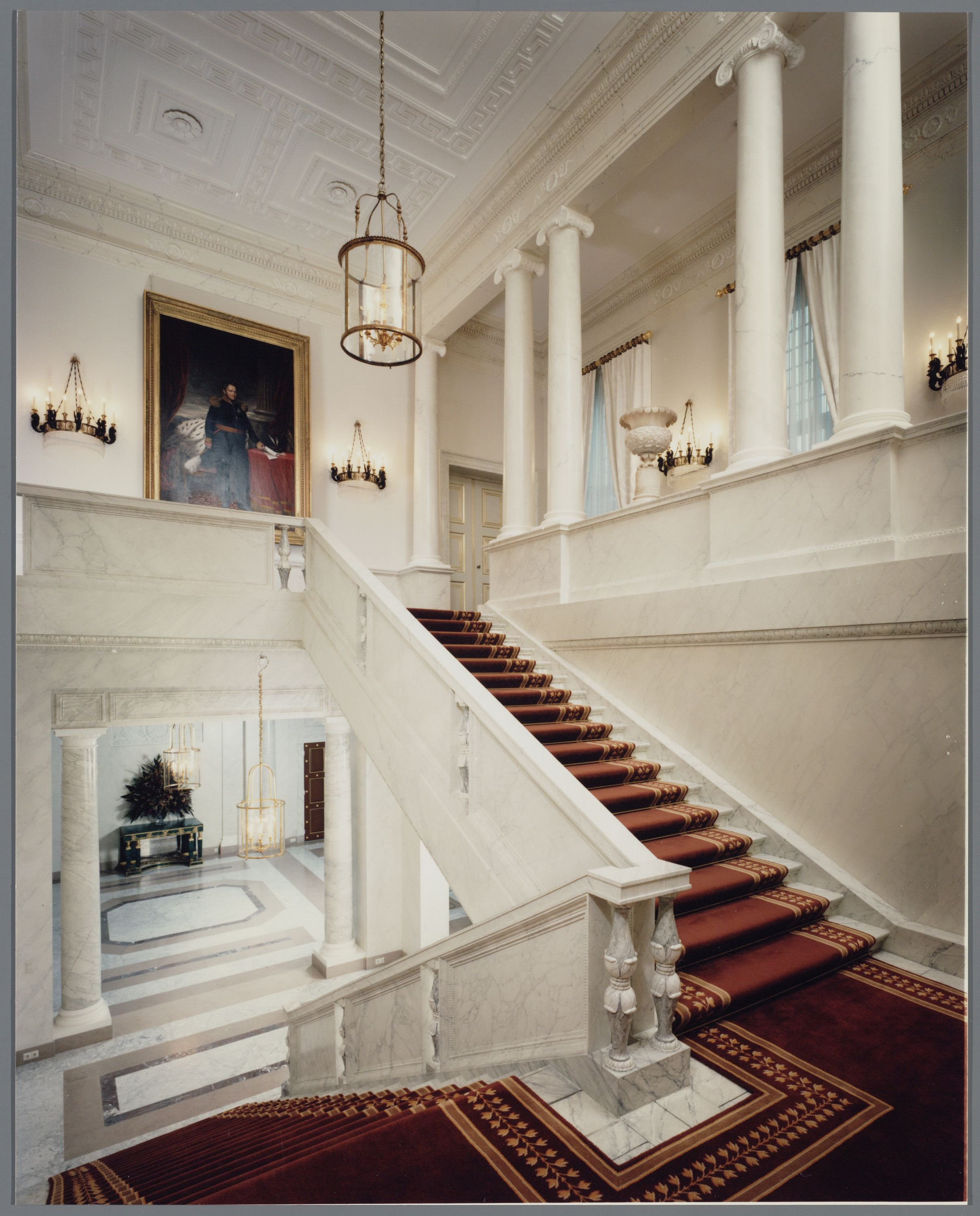
Paleis Noordeinde
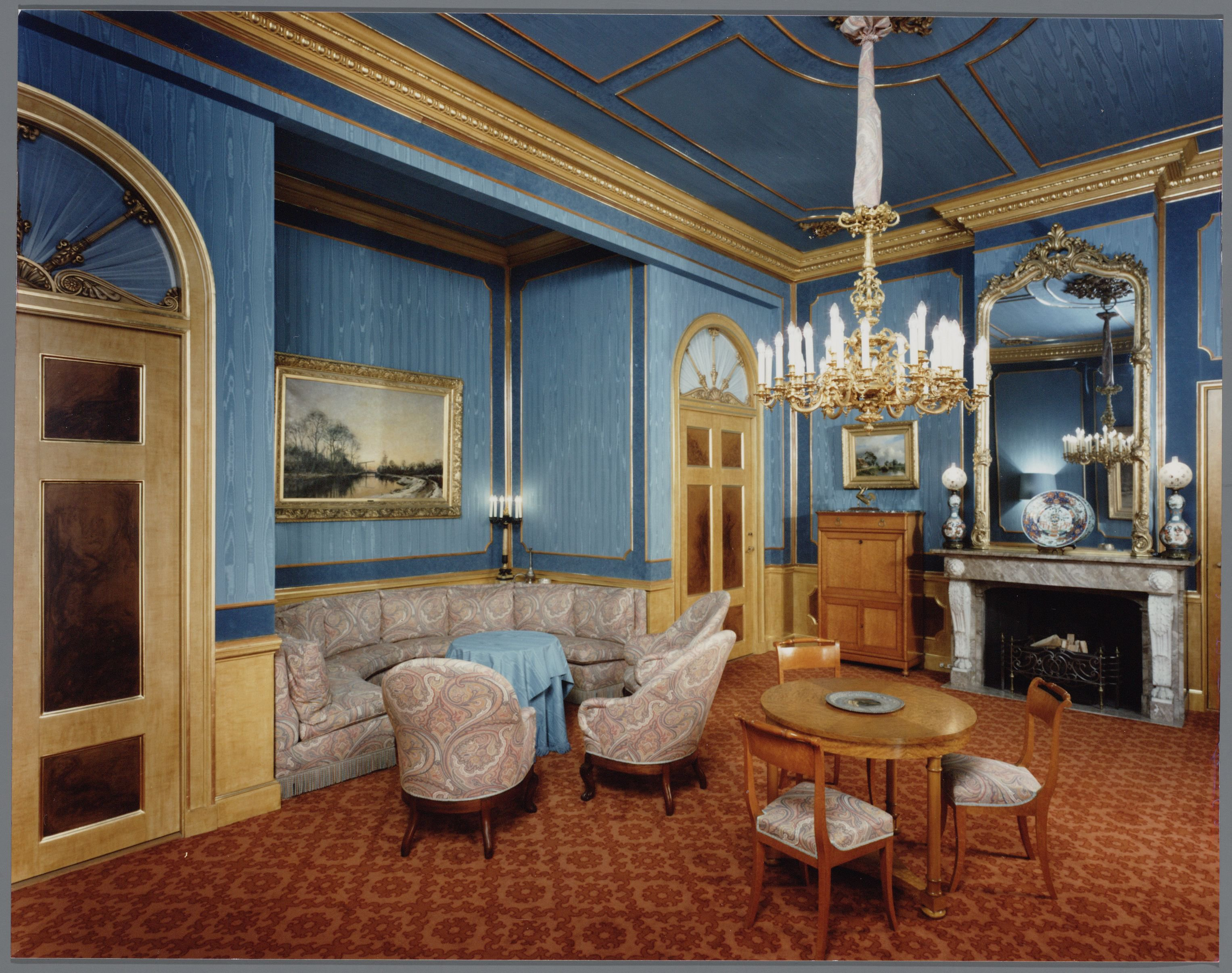
Paleis Noordeinde